# Eduardo Ricagni
Eduardo Ricagni (Buenos Aires, Argentina, 29 de abril de 1926-1 de enero de 2010) es un exfutbolista argentino nacionalizado italiano. Jugó de delantero y su primer club fue Platense.

## Biografía

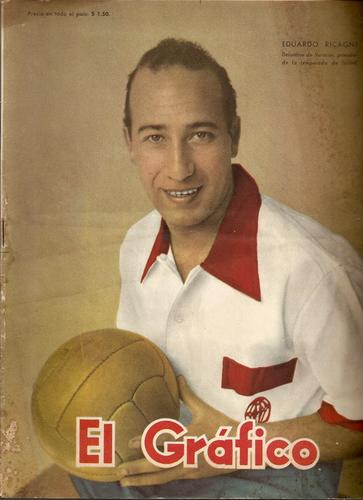
Ricagni en su etapa en Huracán.

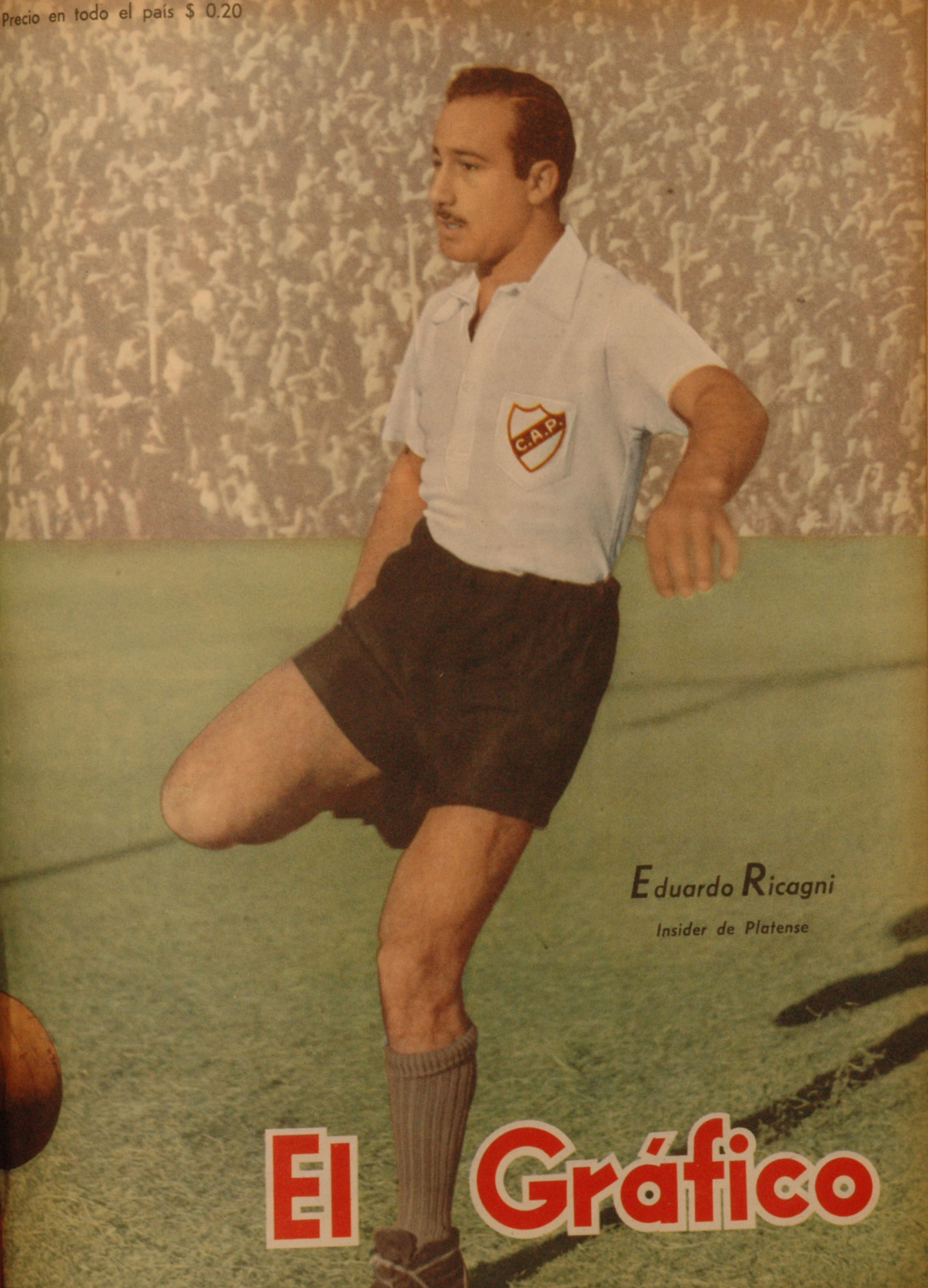
Ricagni en Platense, su primer club.

Surgido de las divisiones inferiores de Platense. Debutó en primera división en dicho club en 1944. En ese equipo marcó 22 goles en 35 partidos. 
En 1947, luego de que varios equipos se fijaran en él, Boca Juniors lo fichó para su equipo. En el club "Xeneize" marcó 23 goles en 52 encuentros y salió campeón de la Copa Carlos Ibarguren 1944, aunque se disputó en 1947. Continuó su carrera futbolística en Chacarita Juniors, club que obtuvo su pase en 1949. Ahí marcó 39 goles en 78 partidos. En 1951 tuvo su primera experiencia en el fútbol extranjero, jugando para Montevideo Wanderers de Uruguay, donde disputó 10 partidos y metió 7 goles. En 1952 volvió a Argentina para jugar en Huracán. En ese club jugó 41 partidos, marcó 36 goles y se convirtió en goleador del Campeonato de Primera División con 28 tantos.
Su alto nivel mostrado en el "Globo" despertó el interés de la Juventus de Italia, club que lo incorporó a sus filas en 1953. En dicho club disputó 24 partidos y marcó 17 goles. En 1954 pasó a jugar al AC Milan, donde estuvo hasta 1956 y marcó 11 goles en 43 partidos. Salió campeón de la Serie A en 1954-55. Ese mismo año pasó al Torino FC donde marcó 9 goles en 45 partidos disputados. Finalmente pasó al Calcio Catania, en 1958, donde jugó 28 partidos y metió 2 goles, retirándose del fútbol profesional.
En 1963 fue director técnico de Tigre. En el club de Victoria dirigió seis encuentros.

### Selección nacional
Fue internacional con la selección de fútbol de Italia entre 1953 y 1955. Debutó con la selección italiana el 13 de diciembre de 1953 ante Checoslovaquia, en la victoria por 3-0, donde marcó un gol. Su segundo partido fue ante Egipto el 24 de enero de 1954, donde hizo gol en la victoria por 5-1. Su tercer y último partido internacional lo disputó el 16 de enero de 1955 ante Bélgica en la victoria por 1-0.
En total jugó 3 partidos y marcó 2 goles en su selección.

## Clubes
| Club                 | País      | Año        |
| -------------------- | --------- | ---------- |
| Platense             | Argentina | 1944- 1946 |
| Boca Juniors         | Argentina | 1947-1949  |
| Chacarita Juniors    | Argentina | 1949-1951  |
| Montevideo Wanderers | Uruguay   | 1951-1952  |
| Huracán              | Argentina | 1952-1953  |
| Juventus             | Italia    | 1953-1954  |
| Milan                | Italia    | 1954-1956  |
| Torino               | Italia    | 1956-1958  |
| Catania              | Italia    | 1958-1959  |

## Estadísticas
Datos actualizados al fin de la carrera deportiva.
| Platense Argentina |               |               |     |     |   |   |   |    |     |      |      |
| 1.ª | 1944          | 8             | 5   | 1   | 0 | - | - | 9  | 5   | 0,56 |      |
| 1.ª | 1946          | 27            | 17  | 1   | 0 | - | - | 28 | 17  | 0,60 |      |
| Total club | Total club    | 35            | 22  | 2   | 0 | 0 | 0 | 37 | 22  | 0,59 |      |
| Boca Juniors Argentina |               |               |     |     |   |   |   |    |     |      |      |
| 1.ª | 1947          | 26            | 15  | 2   | 3 | - | - | 28 | 18  | 0,64 |      |
| 1.ª | 1948          | 13            | 3   | 1   | 0 | - | - | 14 | 3   | 0,21 |      |
| 1.ª | 1949          | 10            | 2   | -   | - | - | - | 10 | 2   | 0,20 |      |
| Total club | Total club    | 49            | 20  | 3   | 3 | 0 | 0 | 52 | 23  | 0,44 |      |
| Chacarita Juniors Argentina |               |               |     |     |   |   |   |    |     |      |      |
| 1.ª | 1949          | 20            | 8   | -   | - | - | - | 17 | 8   | 0,47 |      |
| 1.ª | 1950          | 31            | 17  | -   | - | - | - | 31 | 17  | 0,54 |      |
| 1.ª | 1951          | 27            | 14  | -   | - | - | - | 27 | 14  | 0,51 |      |
| Total club | Total club    | 78            | 39  | 0   | 0 | 0 | 0 | 78 | 39  | 0,50 |      |
| Montevideo Wanderers · Uruguay |               |               |     |     |   |   |   |    |     |      |      |
| 1.ª | 1951          | 10            | 7   | -   | - | - | - | 10 | 7   | 0,70 |      |
| Total club | Total club    | 10            | 7   | 0   | 0 | 0 | 0 | 10 | 7   | 0,70 |      |
| Huracán Argentina |               |               |     |     |   |   |   |    |     |      |      |
| 1.ª | 1952          | 29            | 28  | 1   | 1 | - | - | 30 | 29  | 0,97 |      |
| 1.ª | 1953          | 12            | 8   | -   | - | - | - | 12 | 8   | 0,67 |      |
| Total club | Total club    | 41            | 36  | 1   | 1 | 0 | 0 | 42 | 37  | 0,88 |      |
| Juventus · Italia |               |               |     |     |   |   |   |    |     |      |      |
| 1.ª | 1953-54       | 24            | 17  | -   | - | - | - | 24 | 17  | 0,70 |      |
| Total club | Total club    | 24            | 17  | 0   | 0 | 0 | 0 | 24 | 17  | 0,70 |      |
| Milan · Italia |               |               |     |     |   |   |   |    |     |      |      |
| 1.ª | 1954-55       | 26            | 6   | -   | - | - | - | 26 | 6   | 0,23 |      |
| 1.ª | 1955-56       | 17            | 5   | -   | - | 3 | 2 | 20 | 7   | 0,35 |      |
| Total club | Total club    | 43            | 11  | 0   | 0 | 3 | 2 | 46 | 13  | 0,28 |      |
| Torino · Italia |               |               |     |     |   |   |   |    |     |      |      |
| 1.ª | 1956-57       | 31            | 5   | -   | - | - | - | 31 | 5   | 0,16 |      |
| 1.ª | 1957          | 14            | 4   | -   | - | - | - | 14 | 4   | 0,28 |      |
| Total club | Total club    | 45            | 9   | 0   | 0 | 0 | 0 | 45 | 9   | 0,20 |      |
| Genoa · Italia |               |               |     |     |   |   |   |    |     |      |      |
| 1.ª | 1958          | -             | -   | 1   | 0 | - | - | 1  | 0   | 0,00 |      |
| Total club | Total club    | 0             | 0   | 1   | 0 | 0 | 0 | 1  | 0   | 0,00 |      |
| Calcio Catania · Italia |               |               |     |     |   |   |   |    |     |      |      |
| 2.ª | 1958-59       | 28            | 2   | 1   | 0 | - | - | 29 | 2   | 0,06 |      |
| Total club | Total club    | 28            | 2   | 1   | 0 | 0 | 0 | 29 | 2   | 0,06 |      |
| Total carrera | Total carrera | Total carrera | 353 | 163 | 8 | 4 | 3 | 2  | 364 | 169  | 0,46 |
| (1) Incluye datos de la Copa de Competencia (1944, 1946, 1948, 1952); Copa Dr. Carlos Ibarguren (1944); Copa Adrián C. Escobar (1947); Copa Italia (1958, 1958-59). (2) Incluye datos de la Copa de Europa (1955-56). (3) No incluye goles en partidos amistosos. |               |               |     |     |   |   |   |    |     |      |      |

## Títulos
| Título                | Club         | País      | Año     |
| --------------------- | ------------ | --------- | ------- |
| Copa Carlos Ibarguren | Boca Juniors | Argentina | 1944    |
| Serie A               | AC Milan     | Italia    | 1954-55 |

## Distinciones individuales
| Distinción                                   | Año  |
| -------------------------------------------- | ---- |
| Goleador de la Primera División de Argentina | 1952 |